# Povijest Irske
Povijest Irske je povijest irskog otoka i naroda Iraca od prapovijesti do danas.

## Prapovijest
Prvi tragovi naseljenosti u Irskoj datiraju iz mezolitika (oko 6000. pr. Kr.). U 2. tisućljeću pr. Kr. otok naseljavaju Kelti koji društvo organiziraju na principu klanova. Klanovi se do ranog srednjeg vijeka okupljaju u 5 kraljevstava zvanih Pet petina (irski: Cuig Cuigi): Ulaidh (Ulster), Midhe (Meath), Laighin (Leinster), Mumhain (Munster) i Connacht (Connaught). Rimljani nisu nikada osvojili Irsku (latinski: Hibernia) premda se njihov utjecaj osjećao.
Pretkršćansko razdoblje irske povijesti opisano je junačkim spjevovima okupljenima u cikluse, od kojih je najpoznatiji Ulsterski ciklus o kralju Conchobaru, junaku Cú Chilainnu i njihovim sudrugovima.

## Kršćanska Irska
Irska se povezuje s ostatkom Europe tek prihvaćanjem kršćanstva, koje je prvi propovijedao u 5. stoljeću Sveti Patrik, budući svetac zaštitnik Irske. Nakon prihvaćanja kršćanstva dolazi do nagle uspostave brojnih opatija i samostanskih škola, a irski misionari (sv. Kolumban, sv. Galen, sv. Kilian i dr.) razvijaju široku misijsku djelatnost u zapadnoj i središnjoj Europi.
Od kraja 8. st. Irska je izložena napadima Vikinga (Normana), koji u 9. st. u njoj osnivaju i svoje kraljevstvo sa sjedištem u Dublinu. Normanske prodore konačno je zaustavio „visoki kralj čitave Irske“ i kralj Muhmaina Brian Boru porazivši ih 1014. god. u bitci kraj Clontarfa.

## Podjela Irske
Nesposobnost kasnijih irskih vladara u provođenju ujedinjenja otoka, te međusobne borbe irskih kraljevstava iskoristio je engleski kralj Henrik II., koji je 1171. god. upao u Irsku i prisilio dio irskih knezova da ga prizna za svojeg suverena te uzeo naslov „gospodara Irske“. Uvođenje engleskog feudalnog sustava i podjela velikih posjeda engleskim barunima dovela je do pobune kralja Connachta Roryja O'Conora (1171.), koja je završila faktičnom podjelom otoka na dva dijela (zapadni pod Roryjevom vlašću i istočni pod vlašću kraljevskog namjesnika u Dublinu). Rory O'Conor je 1175. god. bio prisiljen odustati od naslova visokog kralja te zadržati samo onaj naslov kralja Connachta. U 13. st. u engleskom dijelu otoka uspostavljen je i parlament.
Pokušaj Iraca da se oslobode engleske vlasti pod vodstvom škotskog kraljevića Eduarda Brucea (1315. – 1318.) završio je nespjehom, a područje pod izravnom engleskom vlašću prošireno je na tri nove grofovije (Kildare, Desmond i Ormonde).

## Engleska Irska
Vlast Irskog parlamenta vrlo je ograničio kralj Henrik VII. 1494. god., a 1542. njegov nasljednik Henrik VIII. zavladao je cijelim otokom te uzeo i naslov kralja Irske. Sukobi Iraca i Engleza zaoštravaju se krajem 16. st. kada se Ircima pokušava nametnuti protestantizam. Među brojnim pobunama ističu se ustanci Shanea O'Neilla (1559. – 1567.) i Hugha O'Neilla (1595. – 1601.).
God. 1649. – 1650. otpor u Irskoj okrutno je skršio Oliver Cromwell, koji je započeo i pojačani proces useljavanja škotskih protestanata, čime su napetosti u zemlji još više ojačale. Pokušaj svrgnutog engleskog kralja Jakova II., kojega su Irci kao katolika oduševljeno prihvatili, da s pomoću francuskih postrojbi i irskih ustanika zavlada Irskom, onemogućila je vojska Vilima III. Oranskog (1648. – 1691.), a kao odmazdu engleske vlasti provode masovnu konfiskaciju posjeda i plansko uništavanje irskog gospodarstva. Katolici su u potpunosti isključeni iz javnih službi, što dovodi do novih nemira i jake emigracije.

## Irska u Velikoj Britaniji
Prve organizacije za borbu protiv engleske okupacije osnivaju se u 18. st., a dodani poticaj daje im izbijanje Francuske revolucije. God. 1791. osniva se savez Ujedinjeni Irci (engleski: United Irishmen) pod idejnim vodstvom Wolfea Tonea. Neuspjeli ustanak koji su predvodili članovi saveza 1798. god. iskoristila je britanska vlada Pitta mlađeg da provede Zakon o ujedinjenju (Act of Union), analogan zakonu o uniji između Engleske i Škotske iz 1707. god. God. 1801. proglašena je uspostava Ujedinjenog Kraljevstva Velike Britanije i Irske (koje će kao takvo trajati sve do 1914. god) i uspostavljen je zajednički parlament u koji je Irska slala 32 poslanika u Gornji i 100 poslanika u Donji dom; biračko pravo ostalo je ograničeno na uzak sloj najvećih zemljoposjednika. Irski „odgovor“ na ujedinjenje bio je ustanak Roberta Emmeta 1803. god., ali je ugušen uz nesmiljene represalije, a gospodarsko iskorištavanje je nastavljeno.
God. 1823. osnovano je na poticaj Daniela O'Connella Katoličko društvo (Catholic Association), a 1829. izboren je u Britanskom parlamentu Zakon o političkoj emancipaciji katolika (Emancipation Act) kojim su i katolici stekli pravo izbora u parlament i pristup javnim službama. God. 1840. osnovano je Nacionalno društvo za opoziv unije (National Repeal Association), predvođeno D. O'Connellom, koje je težilo pronalaženju političkih rješenja u pregovorima s britanskom vladom.
Sredinom 19. stoljeća gospodarsko stanje u Irskoj dalje se pogoršava, a britanski veleposjednici tjeraju seljake i nameću razvoj stočarstva. Posebice težak udar siromašnim slojevima stanovništva nanijela je nerodica i bolest gnjiljenja krumpira (1845. – 1849.) koji je bio gotovo jedina hrana seoskog stanovništva. Izbija velika glad u Irskoj. Tada je umrlo više od milijun ljudi, a oko 1 250 000 iseljava u Ameriku. Od izbijanja gladi do 1851. god. broj stanovnika Irske pao je za otprilike jednu trećinu (od 8 400 000 na 6 600 000 stanovnika). Takav negativni smjer razvoja nastavio se i poslije, tako da je do kraja stoljeća broj stanovnika pao na 4 500 000 stanovnika, gotovo se prepolovivši u odnosu na stanje iz 1844. god.

## Borba za neovisnost
Od 1840-ih razvija se masovni pokret za neovisnost. God. 1842. osniva se radikalna grupa Mlada Irska (Young Ireland), koja se okuplja oko časopisa Nacija (The Nation) urednika Charlesa Gavana Duffyja. Pokret je privremeno ugušen nakon neuspjeha ustanka 1848. god. kada su brojni članovi deportirani ili emegrirali.
God. 1858. osnovana je tajna organizacija Fenijsko bratstvo (Fenian Brotherhood) ili Irsko republikansko bratstvo (Irish Republican Brotherhood), nazvano po mitskoj irskoj ratničkoj družini Fianna Eireann predvođenoj Finnom MacCumhaillom. Pokret su istovremeno osnovali u SAD-u John O'Mahony i u Irskoj James Stephens. Fenijanci su 1867. god. podigli i neuspjeli ustanak.
Oko smirivanja situacije u Irskoj posebice se trudila liberalna vlada britanskog premijera Williama E. Gladstonea, koja je provela nekoliko zakona u korist Iraca. God. 1869. Anglikanskoj crkvi je ukinut stats državne crkve u Irskoj, a 1870. donesen je zakon kojim je ograničena samovolja zemljoposjednika u odnosu na zakupce (Irish Land Act) te omogućen polagan prijelaz zemlje u njihovo vlasništvo. Iste godine irski zastupnik u Donjem domu Isaac Butt zatražio je da Irska dobije vlastiti parlament i vladu.
God. 1872. osnovana je Liga za samoupravu (Home Rule League), koja se 1877. preimenovala u Irski zemaljski savez (Irish Land League), prva masovna stranka u irskoj, pod vodstvom Charlesa Stewarta Parnella. Služeći se bojkotom, zalagala se za daljne reforme zemljoposjeda. Da bi pridobio glasove irskih zastupnika u Donjem domu, Gladstone je 1886. i 1893. god. podnio Gornjem domu prijedlog zakona o ograničenoj samoupravi Irske, ali su oni odbijeni.
God. 1900. snage koje se političkim sredstvima bore za neovisnost Irske ujedinjuju se u Ujedinjeni irski savez (United Irish League) pod vodstvom Johna Redmonda, koji djeluje u parlamentu pod nazivom Ujedinjena irska nacionalna stranka. God. 1903. donesen je Zakon o kupovini zemlje (Wyndham Land Purchase Act) i provedena je agrarna reforma kojom su zakupci dobili zemlju. Od 1905. god. republikanski pokret za potpuno neovisnu Irsku usredotočuje se u rganizaciji "Mi sami" (irski: Sinn Féin), predvođenoj Arthurom Griffithom. God. 1912. liberalna vlada britanskog premijera Herberta Henryja Asquitha predložila je treći put parlamentu zakon o samoupravi Irske, koji je nakon dugog vijećanja i prihvaćen 1914. god., no uz zadršku njegove primjene do 1918. god. Rasprave o zakonu i njegovo usvajanje doveli su do zaoštravanja unutarnjih napetosti među katolicima i protestantima u Irskoj, koji su počeli formirati svoje naoružane postrojbe (protestantski Ulsterski dobrovoljci i katolički Irski dobrovoljci) i međusobno se sukobljavati.
Članovi Irskog republikanskog bratstva i organizacije Mi sami podigli su u Dublinu 23. travnja 1916. tzv. Uskrsni ustanak i proglasili Republiku Irsku. Ustanak je krvavo ugušila britanska vojska nakon šestodnevnog otpora, a nad sudionicima su provedene žestoke represalije. U siječnju 1919. god. irski zastupnici u britanskom parlamentu i članovi organizacije Mi sami sastali su se u Dublinu i proglasili se Irskom nacionalnom skupštinom (Dáil Éireann), koja je proglasila neovisnost i ustrojila vladu na čelu s Eamonom de Valerom. Proglašenju neovisnosti uslijedio je anglo-irski rat u kojemu se s irske strane borila Irska republikanska armija, sastavljena od pristaša pokreta Mi sami. Primirje je postignuto 23. prosinca 1920. kada je Britanski parlament donio novi zakon o Irskoj upravi (Government of Ireland Act), kojim je od Irske odcjepljeno 6 sjevernih grofovija s protestantskom većinom koje su objedinjene pod nazivom Sjeverna Irska, a preostali dio je dobio status dominiona. Takvo rješenje nevoljko je prihvatila Irska narodna skupština u srpnju 1921. te je 1922. osnovana Irska slobodna država (irski: Saorstát Éireann, engleski: Irish Free State) s autonomnom vladom i s priznanjem engleske krune, koju je zastupao generalni guverner. Prvi predsjednik vlade bio je Arthur Griffith (1922.).

## Neovisna Irska
Neovisnost Irska stječe novim ustavom od 29. prosinca 1937. god., kada mijenja ime u Irska (Éire), ali ostaje članica Commonwealtha. Za prvog predsjednika izabran je Douglas Hyde (1938. – 1945.).
Za vrijeme Velike ekonomske krize 1937. i 1938. god. u Irskoj se organizira više sindiklanih organizacija i val štrajkova. Za vrijeme Drugog svjetskog rata Irska je proglasila neutralnost.
Iz Commonwealtha istupa 1949. god. te uzima naziv Republika Irska (Poblacht na h'Éireann). Od 1955. god. Irska je članica UN-a.
Na vlasti se u Irskoj smjenjuju stranke Ujedinjena irska partija (Fine Gael, tj. Gaelska nacija) i Republikanska stranka (Fianna Fáil, tj. Irski ratnici).
Od 1970. do 1972. Irska je bila članica EFTE, a od 1987. god., Jedinstenim europskim aktom, članica Europske ekonomske zajednice (koja je od 1993. EU).
Od 1970-ih terorizam je podržavao irski nacionalizam u Sjevernoj Irskoj. Iako su se napetosti nastavile (bombaški napad IRA-e u Omaghu u Sjevernoj Irskoj), 1998. god. postignut je politički dogovor o užoj suradnji između republikanaca i unionista.

## Vanjske poveznice
Mrežna mjesta
- Povijest Irske: Izvorni dokumenti, EuroDocs, eudocs.lib.byu.edu (engl.)
- Irish History Timeline  Arhivirana inačica izvorne stranice od 17. siječnja 2008. (Wayback Machine), kronologija irske povijesti (engl.)
- Irish Historical Studies  Arhivirana inačica izvorne stranice od 6. ožujka 2016. (Wayback Machine), irski historiografski časopis (engl.)
- History Ireland, irski časopis, djelomično mrežno dostupan (engl.)